# Moody Blue
Moody Blue (с англ. — «Хмурняшка») — двадцать третий и последний студийный альбом американского певца Элвиса Пресли, вышедший в 1977 году. Песни для него были частично записаны в поместье Пресли «Грейсленд» и во время концертов. Диск занял 3-е место в американском хит-параде, не в последнюю очередь из-за смерти певца полтора месяца спустя. Альбом достиг дважды платинового статуса.

## Обзор
После удачного опыта записи Элвиса Пресли у него в доме в феврале 1976 года RCA Records вновь привезли свою передвижную студию в «Грейсленд» в конце октября того же года. На тот момент у лейбла оставалось две песни с прошлой сессии — «Moody Blue» и «She Thinks I Still Care» — которые пошли на сингл, изданный месяцем позже. Однако данная попытка записи в «Грейсленде» прервалась после всего четырёх песен («He’ll Have To Go», «Way Down», «Pledging My Love» и «It’s Easy For You»).
В феврале 1977 года Пресли удалось уговорить на запись нового альбома в студиях RCA Records. Певец вылетел в Нэшвилл, но на сессии так никогда и не появился, сославшись на горло; собравшиеся музыканты вынуждены были разойтись. В итоге — так как студийных записей для полноценного альбома не хватало — продюсер Пресли Фелтон Джарвис решил дополнить его записями с последних концертов, причём таких, какие ранее ещё не выходили у Пресли на пластинках. По итогу весенних гастролей 1977 года были отобраны эстрадные хиты «Unchained Melody», «If You Love Me (Let Me Know)» и «Little Darlin'».
Таким образом был собран состав пластинки. В неё также, по каким-то причинам, Джарвис включил уже вышедшею несколько лет назад песню «Let Me Be There», которая полностью выпадала из хронологических рамок альбома. Название пластинке дал включённый в неё сингл прошлого года «Moody Blue».
В 1997 году вышло юбилейное издание «Moody Blue», дополненное целиком альбомом «From Elvis Presley Boulevard, Memphis, Tennessee», при этом была убрана песня «Let Me Be There», таким образом создав целостный комплект песен 1976 года.
В 2000 году на специализированном лейбле Follow That Dream, принадлежащем RCA Records, вышел сборник ранее неизданных дублей всех песен с сессий в «Грейсленде» — см. «The Jungle Room Sessions». На нём можно услышать готовую инструментальную версию «Fire Down Below», на которую планировалось наложить голос Пресли, но певец так и не записал её.

## Список композиций

### Original release
| №  | Название                                                                   | Автор(ы)                    | Recording date   | Длительность |
| -- | -------------------------------------------------------------------------- | --------------------------- | ---------------- | ------------ |
| 1. | «Unchained Melody» (recorded on tour)                                      | Alex North, Hy Zaret        | April 24, 1977   | 2:32         |
| 2. | «If You Love Me (Let Me Know)» (recorded on tour)                          | John Rostill                | April 26, 1977   | 2:57         |
| 3. | «Little Darlin · » (recorded on tour)                                      | Maurice Williams            | April 24, 1977   | 1:52         |
| 4. | «He'll Have to Go» (recorded at Graceland)                                 | Joe Allison, Audrey Allison | October 31, 1976 | 4:28         |
| 5. | «Let Me Be There» (from the album Elvis Recorded Live on Stage in Memphis) | John Rostill                | March 20, 1974   | 3:26         |

| №  | Название                                          | Автор(ы)                        | Recording date   | Длительность |
| -- | ------------------------------------------------- | ------------------------------- | ---------------- | ------------ |
| 1. | «Way Down» (recorded at Graceland)                | Layng Martine, Jr.              | October 29, 1976 | 2:37         |
| 2. | «Pledging My Love» (recorded at Graceland)        | Don Robey, Ferdinand Washington | October 29, 1976 | 2:50         |
| 3. | «Moody Blue» (recorded at Graceland)              | Mark James                      | February 4, 1976 | 2:49         |
| 4. | «She Thinks I Still Care» (recorded at Graceland) | Dickey Lee, Steve Duffy         | February 2, 1976 | 3:49         |
| 5. | «It's Easy for You» (recorded at Graceland)       | Andrew Lloyd Webber, Tim Rice   | October 29, 1976 | 3:26         |

### Follow That Dream re-issue
| №   | Название                                               | Длительность |
| --- | ------------------------------------------------------ | ------------ |
| 1.  | «Unchained Melody»                                     | 2:34         |
| 2.  | «If You Love Me (Let Me Know)»                         | 3:01         |
| 3.  | «Little Darlin · » (live, April 24, 1977)              | 1:55         |
| 4.  | «He'll Have to Go»                                     | 4:34         |
| 5.  | «Let Me Be There»                                      | 3:37         |
| 6.  | «Way Down»                                             | 2:41         |
| 7.  | «Pledging My Love»                                     | 2:53         |
| 8.  | «Moody Blue»                                           | 2:52         |
| 9.  | «She Thinks I Still Care»                              | 3:53         |
| 10. | «Its Easy for You»                                     | 3:30         |
| 11. | «Unchained Melody» (undubbed master)                   | 3:17         |
| 12. | «If You Love Me (Let Me Know)» (undubbed master)       | 2:56         |
| 13. | «Moody Blue» (take 6)                                  | 4:06         |
| 14. | «She Thinks I Still Care» (take 2B)                    | 4:42         |
| 15. | «My Way» (live)                                        | 4:21         |
| 16. | «Way Down» (undubbed master)                           | 3:04         |
| 17. | «Little Darlin» (undubbed master)                      | 2:02         |
| 18. | «He'll Have to Go» (rough mix)                         | 4:37         |
| 19. | «Pledging My Love» (composite of rehearsal and take 3) | 3:21         |
| 20. | «It's Easy for You» (take 1)                           | 3:46         |
| 21. | «She Thinks I Still Care» (takes 1, 2A)                | 5:35         |
| 22. | «America, The Beautiful»                               | 2:19         |
| 23. | «Softly as I Leave You»                                | 3:04         |

| №   | Название | Длительность |
| --- | --- | ------------ |
| 1.  | «Way Down» (rehearsal, take 1)                                                                              | 3:15         |
| 2.  | «Way Down» (take 2A)                                                                                        | 2:54         |
| 3.  | «She Thinks I Still Care» (takes 3, 4)                                                                      | 4:58         |
| 4.  | «Moody Blue» (take 1)                                                                                       | 3:30         |
| 5.  | «Pledging My Love» (takes 1, 2)                                                                             | 2:38         |
| 6.  | «Pledging My Love» (take 3)                                                                                 | 4:53         |
| 7.  | «It's Easy for You» (takes 3, 4)                                                                            | 1:56         |
| 8.  | «It's Easy for You» (undubbed master)                                                                       | 3:40         |
| 9.  | «She Thinks I Still Care» (takes 7, 9)                                                                      | 2:28         |
| 10. | «She Thinks I Still Care» (take 10)                                                                         | 4:21         |
| 11. | «Blue Eyes Crying in The Rain» (unedited rough mix of master)                                               | 4:23         |
| 12. | «Moody Blue» (takes 7, 5)                                                                                   | 5:31         |
| 13. | «Bitter They Are, Harder They Fall» (rough mix of master)                                                   | 3:29         |
| 14. | «Pledging My Love» (takes 4-5)                                                                              | 2:06         |
| 15. | «Pledging My Love» (undubbed, unedited master)                                                              | 5:24         |
| 16. | «Way Down» (take 2B)                                                                                        | 1:42         |
| 17. | «Way Down» (rough mix of master)                                                                            | 2:39         |
| 18. | «Moody Blue» (takes 8, 9)                                                                                   | 1:04         |
| 19. | «Moody Blue» (master unedited rough mix)                                                                    | 3:57         |
| 20. | «She Thinks I Still Care» (take 15)                                                                         | 4:16         |
| 21. | «America, The Beautiful» (composite of single master and the surviving ending of the erased studio version) | 2:16         |

## Альбомные синглы
- «Moody Blue / She Thinks I Still Care» (ноябрь 1976; #31)
- «Way Down / Pledging My Love» (июнь 1977; #18)

## Чарты
| Чарт(1977–78)                         | Высшая позиция |
| ------------------------------------- | -------------- |
| Australian Albums (Kent Music Report) | 3              |
| Австрия (Ö3 Austria)                  | 20             |
| Канада (RPM Top Albums/CDs)           | 2              |
| Нидерланды (Album Top 100)            | 3              |
| Германия (Offizielle Top 100)         | 19             |
| Новая Зеландия (RMNZ)                 | 1              |
| Норвегия (VG-lista)                   | 3              |
| Швеция (Sverigetopplistan)            | 2              |
| Великобритания (UK Albums Chart)      | 3              |
| США (Billboard 200)                   | 3              |
| США (Billboard Top Country Albums)    | 1              |

| Чарт(1977)                            | Позиция |
| ------------------------------------- | ------- |
| Australian Albums (Kent Music Report) | 25      |
| Canada Top Albums/CDs (RPM)           | 24      |
| Dutch Albums (Album Top 100)          | 32      |
| New Zealand Albums (RMNZ)             | 15      |
| Великобритания (Gallup Poll)          | 33      |

## Сертификации
| Регион | Сертификация  | Продажи    |
| --- | ------------- | ---------- |
| Канада (Music Canada) | 2× Платиновый | 200 000^   |
| Франция (SNEP) | Золотой       | 100 000*   |
| США (RIAA) | 2× Платиновый | 2 000 000^ |
| * Данные о продажах приведены только на основе сертификации. ^ Данные о тиражах приведены только на основе сертификации. |               |            |